# الجمهورية الروسية
الجمهورية الروسية (بالروسية: Российская республика) كانت دولة قصيرة الأجل سيطرت - بحكم الأمر الواقع - على أراضي الإمبراطورية الروسية السابقة بعد إعلانها من قبل الحكومة الروسية المؤقتة في 1 سبتمبر (14 سبتمبر، بالتقويم الميلادي القديم) من العام 1917 في مرسوم وقعه ألكسندر كيرينسكي بصفته وزير الرئيس وألكسندر زارودني بصفته وزير العدل.
بعد أقل من ستة أسابيع، سقطت الجمهورية في إثر ثورة أكتوبر بداية من 25 أكتوبر (7 نوفمبر بالتقويم الميلادي القديم)، وإنشاء جمهورية روسيا الاتحادية الاشتراكية السوفيتية.
رسميًا، كانت حكومة الجمهورية مجرد حكومة مؤقتة، مع أن السيطرة الفعالة في البلاد وقواتها المسلحة كانت مقسمة بين الحكومة المؤقتة والسوفيات البتروغراديين.
يستخدم مصطلح الجمهورية الروسية في بعض الأحيان بطريقة خاطئة للفترة بين تنازل الإمبراطور نيقولا الثاني في 2 مارس 1917 (15 مارس،  بالتقويم الميلادي القديم) وإعلان الجمهورية في سبتمبر من نفس العام. ومع ذلك، خلال تلك الفترة بقيت حالة الملكية المستقبلية في محلها.

## المؤسسات الرئيسية
- مجلس الدوما في الإمبراطورية الروسية
- مجلس الجمهورية الروسية
- مؤتمر السوفييت
- حكومة روسيا المؤقتة
- الإدارة (روسيا)

## وصلات خارجية
- إعلان الجمهورية الروسية. المكتبة الرئاسية
- برودر, آر. بي.، كيرينسكي، أي. إف. The Russian Provisional Government, 1917: Documents. «مطبعة جامعة ستانفورد». ستانفورد (كاليفورنيا), 1961. (ردمك 9780804700238)